# Bier Royal
Bier Royal ist ein zweiteiliger Fernsehfilm von Christiane Balthasar nach dem Drehbuch von Carolin Otto aus dem Jahr 2018 mit Gisela Schneeberger und Lisa Maria Potthoff in den Hauptrollen. Die Premiere erfolgte am 4. Juli 2018 im Rahmen des Filmfests München in der Reihe Neues Deutsches Fernsehen, wo die beiden Teile des Fernseh-Zweiteilers hintereinander in einer dreistündigen Vorführung gezeigt wurden.
Die Erstausstrahlung erfolgte im ORF am 26. Jänner 2019 und im ZDF am 28. und 30. Januar 2019.

## Handlung

### Teil 1
Nach dem Tod von Franz-Xaver Hofstetter, dem Patriarchen und Inhaber des alteingesessenen Münchner Familienunternehmens Arnulfbräu, kommt es zu einem Erbschafts- und Nachfolgestreit über die künftige Ausrichtung des Unternehmens. Auf der einen Seite ist da seine zweite Frau und ehemalige Sekretärin Gisela, die sich dem traditionellen Brauhandwerk verbunden fühlt. Ihr gegenüber steht Vicky, die Tochter von Franz-Xaver aus erster Ehe, die mit dem Basketball-Star „Magic“ Dan Dawson nach mehreren Jahren aus den USA nach München zurückkehrt. Sie hatte es nie wirklich verwunden, dass Gisela nur wenige Wochen nach dem Tod ihrer Mutter die neue Frau an der Seite ihres Vaters war. Die investigative Promireporterin Renate Rottmann berichtet in ihrer Zeitungskolumne Bier Royal laufend über die Machenschaften der Münchner Bierdynastien.
Laut Testament gehören Gisela 45 Prozent der Anteile am Unternehmen, Franz-Xavers Kindern Vicky und Patrick Hofstetter jeweils 25 Prozent. Die restlichen fünf Prozent gehören der Belegschaft. Patrick, Giselas Sohn, der sich bis dahin nicht für die Brauerei interessiert hatte, fordert einen Sitz im Aufsichtsrat der Brauerei. Vicky will das Testament nicht akzeptieren, weil ihr Vater ihrer Mutter versprochen hatte, 50 Prozent der Anteile Vicky zu vererben. Sie überlegt, ihren Anteil an den amerikanischen Tannhäuser-Konzern zu verkaufen, bietet jedoch Gisela den Vortritt. Aufgrund von zuvor getätigten Investitionen in eine neue Anlage ist ihr die Übernahme der Anteile jedoch finanziell nicht möglich. Vicky fordert daher von Gisela ihren Geschäftsführer-Posten, Gisela wechselt in der Folge in den Aufsichtsrat. Co-Geschäftsführer bleibt Dr. Erich Maxlhuber, der auf Giselas Seite ist, nachdem sie seine Privatentnahmen aus der Firma gedeckt hat.
Rosa Seidl, die langjährige Haushälterin der Hofstetters, erzählt Klatschreporterin Rottmann unter anderem, dass Patrick Hofstetter zum Zeitpunkt des Todes von Vickys Mutter bereits vier Jahre alt war. Mit einer Reihe unkonventioneller Ideen zur Neuerung, wie etwa vegane Bio-Weißwürsten im Brauhaus, will Vicky die Brauerei moderner, nachhaltiger und ökologischer aufstellen. Mit ihren Konzepten und dem Versprechen, neue Arbeitsplätze zu schaffen, versucht sie die Belegschaftsvertretung und Patrick Hofstetter auf ihre Seite zu ziehen. Die Investitionen will Vicky aus dem Verkauf des Grundstückes, auf dem die alte Anlage stand, tätigen. Ihr Konzept wird allerdings mit den Stimmen von Patrick und Gisela abgelehnt. Gisela verweigert Rosa weitere finanzielle Unterstützung für ihren kürzlich verstorbenen Hund, nachdem Rosa in einem Zeitungsinterview behauptet hat, eine Affäre mit Franz-Xaver gehabt zu haben. Daraufhin bietet Rosa Vicky ihre Unterstützung im Machtkampf gegen Gisela an.

### Teil 2
Von Vicky erfährt Patrick, dass er als Kind epileptische Anfälle hatte. Doktor Knoll hat sich um ihn gekümmert und Fotos von ihm gemacht. Gisela hat ihn dabei erwischt, Dr. Knoll jedoch nicht angezeigt. Knoll war später ärztlicher Gutachter, als Franz-Xaver sein Testament verfasste, laut Rosa zu einem Zeitpunkt, als er geistig dazu nicht mehr in der Lage war. Knoll gesteht Vicky seine pädophile Veranlagung. Sie fordert Knoll auf, einen Widerruf für sein falsches Attest zu unterzeichnen, andernfalls könnte seine Neigung öffentlich bekannt werden. Vicky fordert in der Folge von Gisela auch ihre Stimmrechte, gegen das Testament möchte sie nicht klagen, um Rufschädigung zu vermeiden. In der Presse gibt Gisela ihren Rückzug in den Aufsichtsrat bekannt, Renate Rottmann versucht die wahren Hintergründe zu recherchieren. Dabei findet sie heraus, dass Maxlhuber Manschettenknöpfe mit den Initialen H. G. für Hermann Göring trägt. Maxlhuber zeigt ihr in der Folge seinen Schrank mit weiteren Nazidevotionalien und sie verbringen eine gemeinsame Nacht.
Oberbürgermeisterin Ines Mangfall fordert für ein Wohnungsprojekt von Vicky das Grundstück der alten Anlage, nachdem die Stadt der Firma Arnulfbräu ein Grundstück für die neue Anlage zu einem sehr günstigen Preis zur Verfügung gestellt hat. Vicky fühlt sich dem entsprechenden persönlichen Übereinkommen zwischen ihrem Vater und der Oberbürgermeisterin jedoch nicht verpflichtet und plant, das Grundstück an den Bestbieter zu verkaufen. Nachdem ein Aktienpaket der Arnulfbräu stark an Wert verloren hat, verlangt die Bank von Vicky neue Sicherheiten über 21 Millionen, andernfalls würde ein Kredit fällig gestellt. Außerdem möchte sie ein Aktienpaket eines Speckherstellers, in das Maxlhuber investiert hatte, loswerden, weil das ihrer Firmenphilosophie widerstrebt. Maxlhuber lässt Rottmann die Information zukommen, dass Arnulfbräu kurz vor der Pleite stehe. Er bittet sie, den Artikel erscheinen zu lassen, bevor Vicky die Aktien abstoßen kann. Maxlhuber möchte sich an Gisela und Vicky rächen, nachdem er im Unternehmen ausgebootet worden ist. Rottmann stimmt zu, fordert aber im Gegenzug zehn Prozent seines allfälligen Gewinns. Um den Verkauf der Brauerei voranzutreiben, trifft sich Maxlhuber mit Jim Taylor vom amerikanischen Tannhäuser-Konzern. Falls der Deal zustande kommt, soll er eine Provision erhalten. Den Erlös des Grundstückverkaufs möchte Vicky nutzen, den Kredit zu sichern, den Öko-Relaunch verschiebt sie auf später.
Vicky beginnt mit Markus Brandt, ihrem Braumeister und Belegschaftsvertreter, eine Affäre. Ihr Mann Dan gesteht ihr, mit seiner Assistentin Ruth geschlafen zu haben. Gisela trifft sich in einem Wellnesshotel mit dem Callboy Oleg Lenkov und wird daraufhin in der Presse lächerlich gemacht. Nach dem Suizid von Dr. Knoll hat Patrick an dessen Grab wieder einen epileptischen Anfall. Oberbürgermeisterin Ines Mangfall verweigert der Brauerei Arnulfbräu die jahrzehntelang sicher geglaubte Lizenz für das Oktoberfest, Gisela sieht darin die Rache ihrer Freundin Ines für den zuvor geplatzten Immobiliendeal. Vicky bittet Gisela, die Oberbürgermeisterin umzustimmen. Da sich Maxlhuber von der Affäre mit Rottmann mehr erhofft hatte, verärgert er sie mit der Aussage, dass sie ihm zu alt sei. Daraufhin informiert Rottmann Gisela über Maxlhubers Aktivitäten, Maxlhuber wird daraufhin von Gisela entlassen. Die Bank akzeptiert den Verkaufserlös für das alte Grundstück nicht als Sicherheit, weil die Justiz den Verkauf blockiert. Beim Banktermin präsentiert Patrick Bürgschaften über 15 Millionen von Bekannten aus seinem BDSM-Klub, von einem Waffenhersteller und einem Pharmaunternehmer, die allerdings der neuen Firmenphilosophie widersprechen. Der von der Bank vorgeschlagene Verkauf des Unternehmens kommt für Gisela, Vicky und Patrick keinesfalls in Frage.
Als letzte Rettung erweist sich Dan, Vickys Ehemann und erfolgreicher Geschäftsmann in Sachen Soja-Anbau. Er steigt mit seinem Vermögen in das Familienunternehmen mit ein. Vicky erfährt, dass sie schwanger ist. Als potenzieller Vater kommt neben ihrem Mann allerdings auch Markus Brandt infrage. Als Gisela davon erfährt, möchte sie Dan dazu bringen, dass er die Hälfte seiner Anteile dem Baby überschreibt. Patrick, seine Freundin und Oleg Lenkov machen Dan betrunken, damit er einen Schenkungsvertrag unterschreibt, der Plan schlägt jedoch fehl. Vicky bringt schließlich Zwillingskinder zur Welt, eines davon dunkelhäutig.

## Produktion

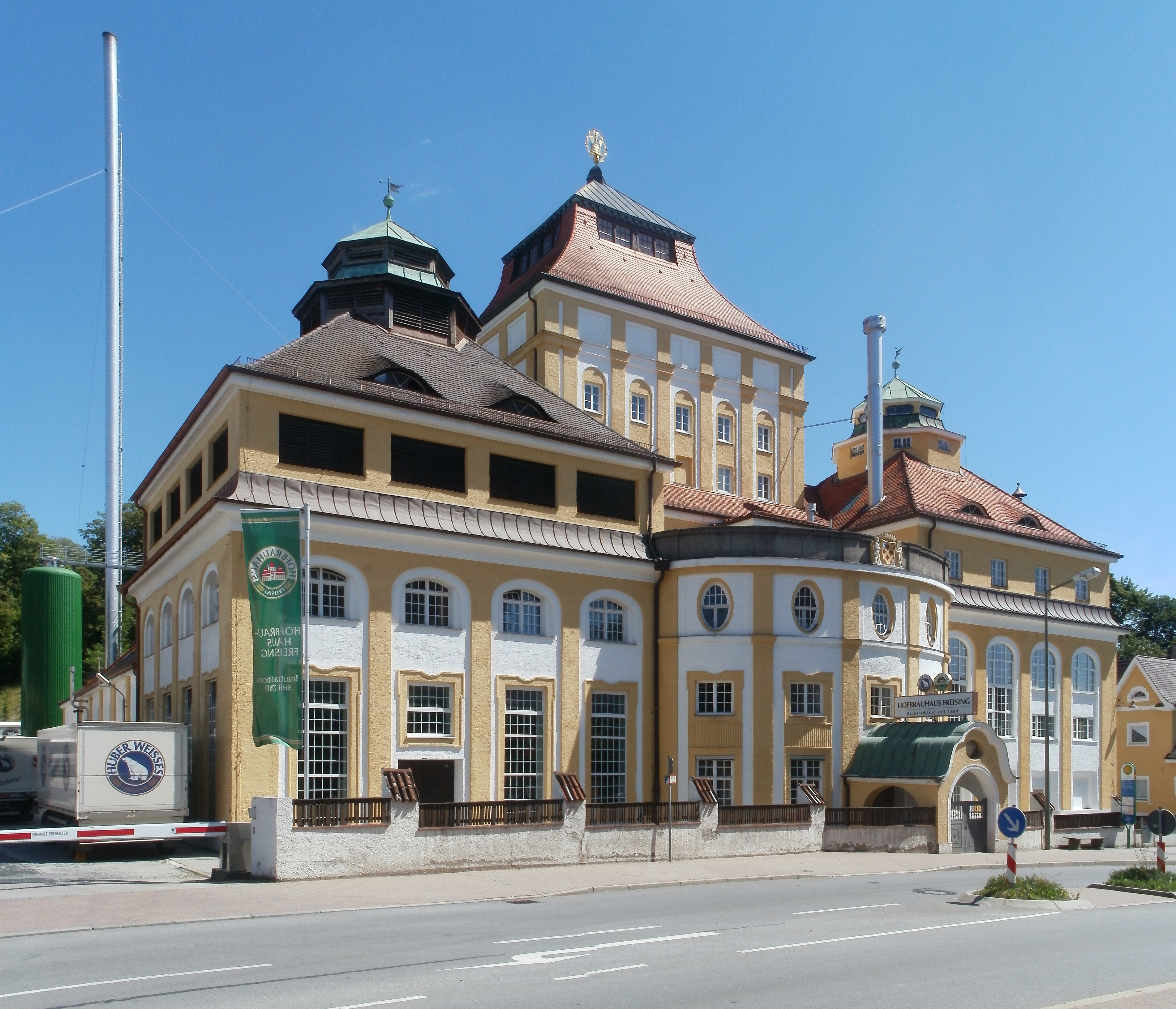
Einer der Drehorte: das Gräflich von Moy’sche Hofbrauhaus in Freising

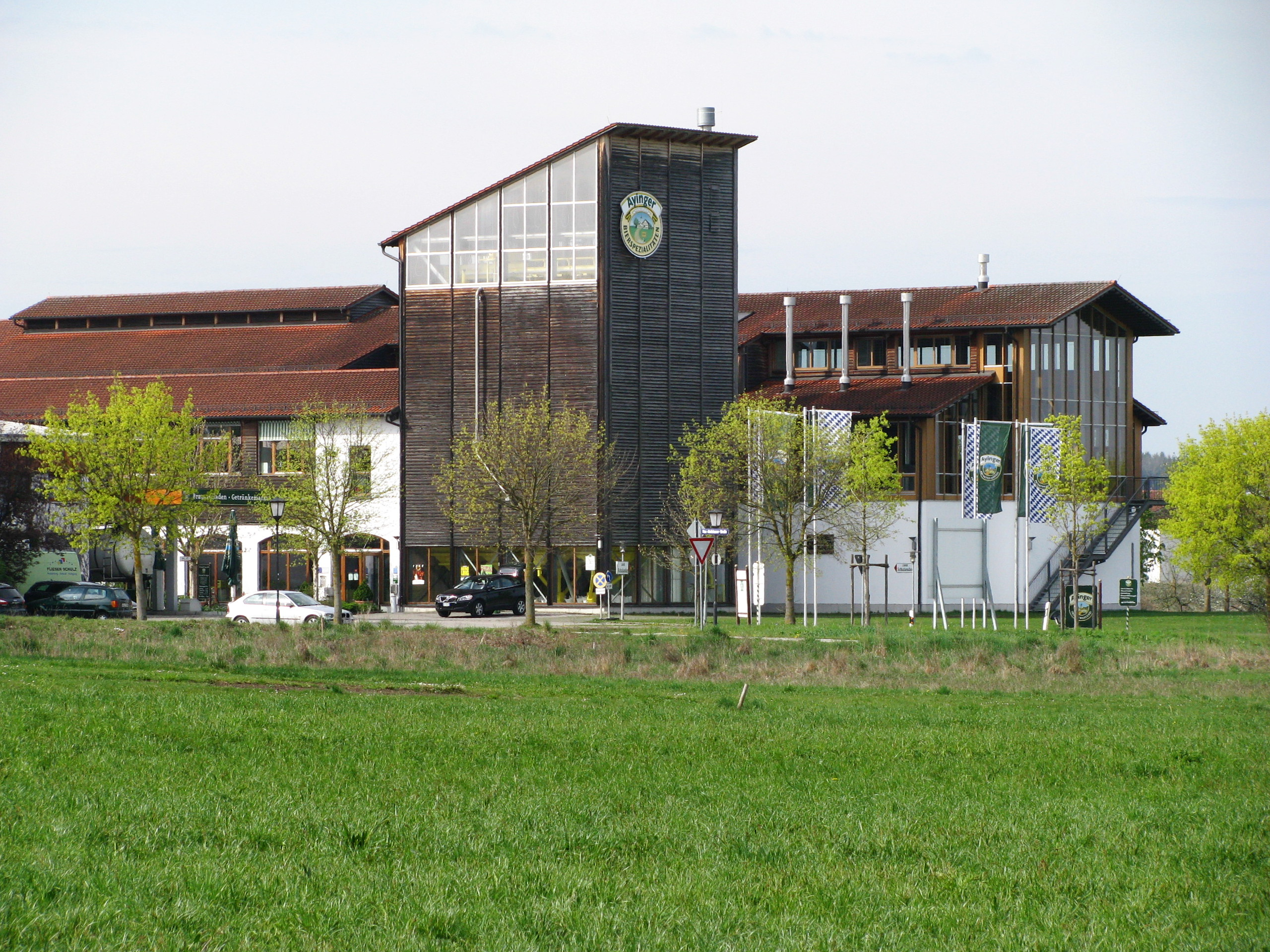
Einer der Drehorte: die Brauerei Aying

Die Dreharbeiten fanden vom 3. Juli bis zum 6. September 2017 in München und Umgebung statt. Gedreht wurde unter anderem in den Münchner Stadtteilen Haidhausen, Schwabing und Freimann sowie am Chinesischen Turm und am Gräflich von Moy’schen Hofbrauhaus in Freising. Drehort für die fiktive Brauerei Arnulfbräu war die Brauerei Aying.
Produziert wurde der Film von der deutschen Moovie GmbH, beteiligt war das ZDF. Für das Kostümbild zeichnete Dorothée Kriener verantwortlich, für den Ton Rainer Plabst und für das Szenenbild Patrick Steve Müller.
Der Titel wurde in Anspielung auf die Fernsehserie Kir Royal von Helmut Dietl gewählt. Auch in der Handlung finden sich Analogien, beispielsweise in Form der Figur der Klatschreporterin Renate Rottmann, die regelmäßig über die Familiendynastie berichtet.

## Rezeption

### Kritiken
Rainer Tittelbach befand auf tittelbach.tv, dass der Zweiteiler nicht ganz so böse wie Dietls Kir Royal sei, aber in der Tonlage ähnlich. „Ironie und Sarkasmus, böse Blicke und Retourkutschen sind Herzstück der Kommunikation. Jeder ist sich selbst der nächste, und keiner nimmt es mit der Wahrheit so genau. [...] So entsteht ein launiger Reigen, bei dem alle ihr Fett wegkriegen.“
Pierre A. Wallnöfer schrieb in den Salzburger Nachrichten, dass hier gut aufgehoben wäre, wer den Humor von Walking on Sunshine liebe, angesichts von Boshaftigkeit und Intriganz. Die Grundidee einer im Verlassenschaftsstreit liegenden Familie ohne Einkommensobergrenzen habe einen Bart, das Ringen um das Erbe der Brauerdynastie würde fast ausschließlich von den Schauspielern getragen.
Ernst Corinth meinte in der Hannoverschen Allgemeine Zeitung, dass der Film „oft mehr bairisches Bauerntheater als Gesellschaftskomödie“ sei. Der zweite Teil verlöre fast völlig seinen Schwung und würde gegen Ende sogar unnötig dramatisch. „Aber immerhin der Schlussgag ist wenigstens ganz nett.“
Franz Kotteder schrieb in der Süddeutschen Zeitung, dass sich die Drehbuchautorin durch die Fernsehserie Altes Geld inspirieren lassen habe, „sich dann aber doch nicht getraut, die Handlung in vergleichbar absurd-böse Höhen zu treiben. So reichte es in Bier Royal nur für einen Brauereierben, der in einem Sarg schläft und Sadomasoclubs aufsucht, und einen Dackel namens Kneißl.“

### Einschaltquoten
Im ORF wurde die Erstausstrahlung am 26. Jänner 2019 von durchschnittlich 772.000 Sehern verfolgt, der Marktanteil betrug 27 Prozent.
In Deutschland wurde der erste Teil bei Erstausstrahlung im ZDF am 28. Januar 2019 von rund 6,7 Millionen Zuschauern gesehen bei einem Marktanteil von 21 Prozent. Den zweiten Teil sahen bei Erstausstrahlung 5,44 Millionen Personen, der Marktanteil betrug 17,2 Prozent.